# Ekonomiåret 1991

## Händelser
- 1 oktober – 10-kronorsmyntet införs och ersätter 10-kronorssedeln, 10-öringarna upphör samtidigt att gälla i Sverige.
- 5 november – Den svenska regeringen framlägger ett nytt sparpaket på 9 miljarder SEK som berör barnbidrag, sjukförsäkring och investeringsbolag medan 4 miljarder SEK föreslås för att bekämpa arbetslösheten.
- 8 november – EG inför handelssanktioner mot Jugoslavien.
- 10 december – De 12 EG-medlemsstaterna möts i Maastricht och beslutar att bilda en politisk och ekonomisk union med gemensam valuta.
- Den svenska kronkursen knyts till EG-valutan ecu.

## Bildade företag
- Color Line, norskt rederi.

## Uppköp
- 28 januari – Tetra Pak köper Alfa Laval.

## Konkurser
- Eastern Air Lines, amerikanskt flygbolag.
- Pan American World Airways, amerikanskt flygbolag.

## Priser och utmärkelser
- 10 december - Ronald Coase, Storbritannien får Sveriges Riksbanks pris i ekonomisk vetenskap till Alfred Nobels minne.[1]
- 24 december - CD-spelare är årets julklapp i Sverige.

## Avlidna
- 15 januari – Kurt-Allan Belfrage, 83, svensk diplomat och företagsledare.
- 5 augusti – Soichiro Honda, 84, grundare av Honda,

### Fotnoter
1. ↑  ”All Nobel Prizes” (på engelska). Nobelpriset. http://www.nobelprize.org/nobel_prizes/lists/all/index.html. Läst 19 augusti 2012.